# Ribonukleinsäure

Verknüpfung der Nukleinbasen (C, G, A und U) über ein Zucker- (grau) und Phosphatrückgrat (türkis) zur RNA

Ribonukleinsäure (Ribo|nukle-in|säure, kurz RNS; englisch RNA für ribonucleic acid; lateinisch-französisch-griechisches Kunstwort) ist eine Nukleinsäure, die sich als Polynukleotid aus einer Kette von vielen Nukleotiden zusammensetzt. Das Biomolekül ist bei bestimmten Virentypen (RNA-Viren, Retroviren) sowie den hypothetischen urzeitlichen Ribozyten Träger der Erbinformation, also die materielle Basis der Gene. Das Wort setzt sich zusammen aus Ribose und Nukleinsäure.
Eine wesentliche Funktion der RNA in der biologischen Zelle ist die Umsetzung von genetischer Information in Proteine (siehe Proteinbiosynthese, Transkription und Translation), in Form der mRNA fungiert sie hierbei als Informationsüberträger. Daneben erfüllen spezielle RNA-Typen weitere Aufgaben; bei RNA-Viren macht sie sogar das Genom selbst aus. Weiterhin bestehen auch Teile der für die Umsetzung dieser Information verantwortlichen Zellbestandteile aus RNA: Bei der Reifung der mRNA sind snRNA und snoRNA beteiligt, die katalytischen Bestandteile der Ribosomen bildet die rRNA, und die tRNA transportiert die Bausteine für die Proteine. Ferner sind spezielle RNAs an der Genregulation beteiligt.
RNA kann auch Aufgaben von Enzymen übernehmen (Ribozym) oder ähnlich Antikörpern wirken (Aptamer).

## Aufbau und Unterschied zur DNA

RNA und DNA im Vergleich

Vom Aufbau her ist die RNA der DNA ähnlich. RNA-Moleküle sind – im Gegensatz zur doppelsträngigen DNA – in der Regel einzelsträngig, können allerdings in kurzen Strecken mit komplementären Basensequenzen (A–U, G–C) charakteristische Rückfaltungen ausbilden, die intramolekular den Eindruck einer Doppelstrang-Helix erwecken. Beide sind Polynukleotide, bei denen die Nukleobasen an Zuckern über Phosphorsäurediester miteinander verknüpft sind. Die Einzelsträngigkeit erhöht die Zahl der Möglichkeiten für dreidimensionale Strukturen der RNA und erlaubt ihr chemische Reaktionen, die der DNA nicht möglich sind. Jedes Nukleotid besteht bei der RNA aus einer Ribose (d. h. einer Pentose: einem Zucker mit fünf C-Atomen), einem Phosphatrest und einer organischen Base. Die Ribose der RNA ist mit derjenigen der DNA identisch, bis auf eine Hydroxygruppe statt eines Wasserstoff-Atoms an der 2'-Position im Pentose-Ring (daher auch Desoxyribonukleinsäure, DNA). Dieser Unterschied macht die RNA weniger stabil im Vergleich zur DNA, da er eine Hydrolyse durch Basen ermöglicht: Die OH-Gruppe an der 2'-Position des Zuckers wird durch ein negativ geladenes Hydroxidion einer Base ihres Protons beraubt und der dann zurückgebliebene Sauerstoff geht eine Ringbindung mit dem Phosphor ein, wodurch die Bindung zum nächsten Nukleotid gelöst wird. Die RNA wird so in ihre Nukleotide zerlegt.
In der RNA kommen die folgenden organischen Basen vor: Adenin, Guanin, Cytosin und Uracil. Die ersten drei Basen kommen auch in der DNA vor. Uracil dagegen ersetzt Thymin als komplementäre Base zu Adenin. Vermutlich nutzt RNA Uracil, da dieses energetisch weniger aufwändig herzustellen ist (keine Methyl-Substituierung).
Als Sekundärstrukturen sind bei der RNA vor allem Hairpin-, Stemloop- und Loop-Strukturen bekannt, eine Helix-Konformation ist aber ebenfalls möglich, wobei Hairpin- und Stemloop-Strukturen sowohl Einzelstrang- als auch Doppelstrangbereiche aufweisen. Die Loop-Strukturen bezeichnen einzelsträngige Schlaufenstrukturen innerhalb eines Moleküls.
RNA kann wie DNA ebenfalls als doppelsträngiges Molekül vorliegen. Sie weist dabei die typischen Merkmale einer Watson-Crick-Helix auf: antiparallele Anordnung der RNA-Stränge und rechtsgewundene Helix. Sie nimmt dabei die Form einer A- oder A´-Helix an (siehe DNA). Die A-RNA wird auch als RNA-11 bezeichnet, homolog zur A´-RNA, die als RNA-12 bezeichnet wird. Hierbei gibt die Zahl nach dem Spiegelstrich die Anzahl der Basenpaare je Helixwindung wieder. A´-RNA kommt häufig bei hohen Salzkonzentrationen vor (über 20 %).
A-RNA: 11 Basenpaare pro Helixwindung, Ganghöhe 2,7 nm bis 2,8 nm, Neigungswinkel zur Helixachse ca. 14°

A´-RNA: 12 Basenpaare pro Helixwindung, Ganghöhe 3 nm, Neigungswinkel zur Helixachse 16° bis 19°
Das in Lebewesen vorkommende Enantiomer der RNA ist die D-RNA. Sie ist aus D-Ribonukleotiden aufgebaut. Die Chiralitätszentren liegen in der D-Ribose. Durch Verwendung von L-Ribose, bzw. L-Ribonukleotiden lässt sich L-RNA synthetisieren. Diese ist vergleichsweise stabiler gegenüber dem enzymatischen Abbau durch RNasen.

### Tertiärstruktur
Nukleinsäuren können ebenfalls komplexe räumliche Strukturen einnehmen: tRNAs müssen für ihre Funktion in der korrekten Tertiärstruktur vorliegen.

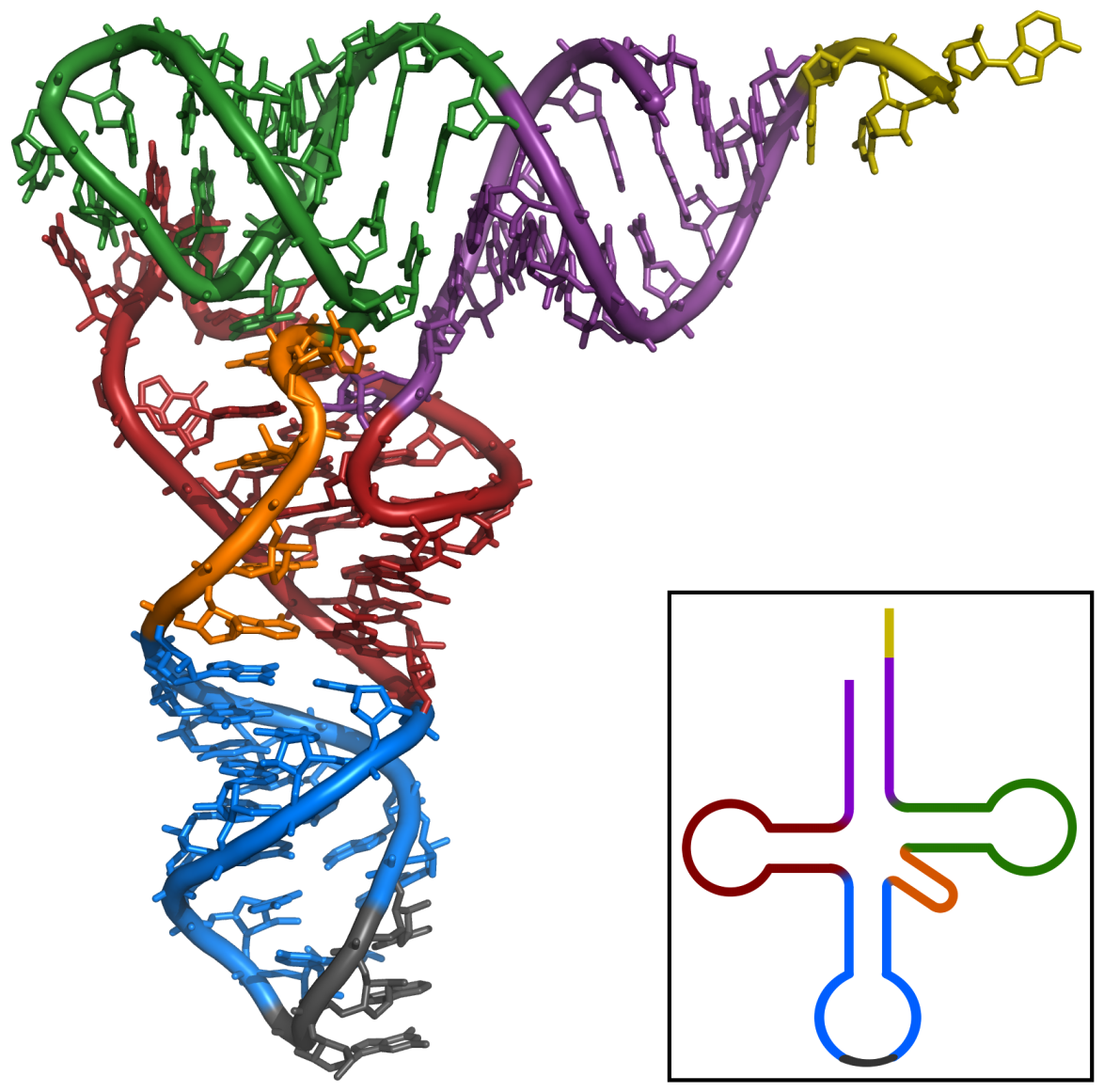
Tertiär- und Sekundärstruktur (im Bild unten rechts) einer tRNA
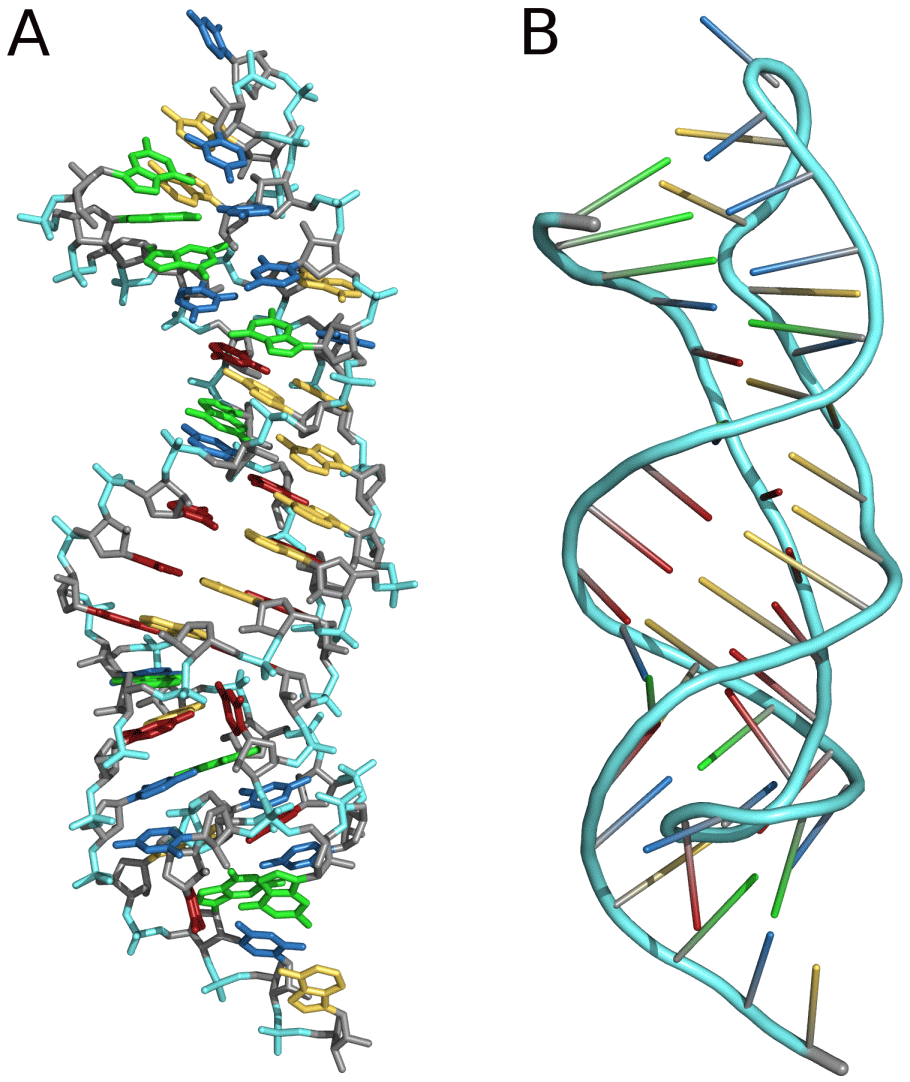
Tertiärstruktur eines Pseudoknotens

## Synthese von RNA
Das Enzym RNA-Polymerase katalysiert an der DNA durch den Prozess der Transkription aus Nukleosidtriphosphat (NTP) die RNA. Dafür setzt sich die RNA-Polymerase an eine Promotor genannte Nukleotid-Sequenz der DNA (Transkriptionsinitiation). Dann trennt sie die DNA-Doppelhelix durch Lösen der Wasserstoffbrücken in einem kurzen Bereich in zwei DNA-Einzelstränge auf. Am codogenen Strang der DNA lagern sich durch Basenpaarung komplementäre Ribonukleotide an. Sie werden unter Eliminierung eines Pyrophosphat durch eine esterartige Bindung zwischen Phosphorsäure und Ribose miteinander verknüpft. Die Ableserichtung der DNA verläuft vom 3'-Ende zum 5'-Ende, die Synthese der komplementären RNA dementsprechend 5'→3'. Die Öffnung der DNA-Doppelhelix erfolgt nur in einem kurzen Bereich, so dass der bereits synthetisierte Teil der RNA aus dieser Öffnung heraushängt und zwar mit dem 5'-Ende der RNA voran. Die Synthese der RNA wird an einem Terminator genannten DNA-Abschnitt beendet. Danach wird das RNA-Transkript entlassen und die RNA-Polymerase löst sich von der DNA.
RNA kann per Phosphoramidit-Synthese künstlich erzeugt werden.

## Biologische Bedeutung
RNA-Moleküle können unterschiedliche Funktionen ausüben. Die RNA kann genetische Information übertragen. Andere RNA-Moleküle tragen zur Übersetzung dieser Information in Proteine bei sowie bei der Regulation der Gene. Darüber hinaus kann RNA auch katalytische Funktionen ähnlich einem Enzym innehaben. RNA wird daher – je nach ihrer Funktion – auch verschieden benannt. Vorangestellte Kleinbuchstaben kennzeichnen die unterschiedlichen RNA-Typen:
- Die mRNA, Boten-RNA (engl. messenger RNA) kopiert die in einem Gen auf der DNA liegende Information und trägt sie zum Ribosom, wo mit Hilfe dieser Information die Proteinbiosynthese stattfinden kann. Jeweils drei im Leseraster des Polynukleotidstrang nebeneinander liegende Nukleotide bilden ein Codon, mit dessen Hilfe sich eine spezifische Aminosäure, die in ein Protein eingebaut werden soll, eindeutig bestimmen lässt. Dieser Zusammenhang wurde 1961 von Heinrich Matthaei und Marshall Warren Nirenberg gefunden. Die Entschlüsselung des genetischen Codes markiert einen Neubeginn in fast allen Bio-Wissenschaften.
- Nukleosid-modifizierte mRNA ist eine synthetische, chemisch modifizierte Boten-Ribonukleinsäure (mRNA), in der einzelne Nukleoside durch andere natürliche modifizierte Nukleoside oder durch synthetische Nukleosid-Analoga ersetzt sind. Sie wird experimentell oder therapeutisch eingesetzt.

Die folgenden RNA-Klassen werden allgemein als nichtcodierende Ribonukleinsäuren bezeichnet.
- Die asRNA, antisense-RNA, dient der Regulation der Genexpression.
- Die circRNA, zirkuläre RNA ist durch Bindung an miRNA an der Regulation beteiligt.[3]
- Die hnRNA, heterogene Kern-RNA (engl. heterogeneous nuclear RNA), kommt im Zellkern von Eukaryoten vor und ist eine Vorstufe der reifen mRNA, häufig wird sie daher auch als prä-mRNA (oder engl. pre-mRNA für precursor mRNA) bezeichnet.
- Die miRNAs, microRNAs sind eng verwandt mit den siRNAs und dient der Regulation zellulärer Prozesse wie z. B. Proliferation und Zelltod.
- Die Riboswitches dienen der Genregulation. Sie können entweder aktivierend oder reprimierend wirken.
- Die Ribozyme sind katalytisch aktive RNA-Moleküle. Sie katalysieren wie Enzyme chemische Reaktionen.
- Die rRNA, ribosomale RNA, trägt, ähnlich wie die tRNA, keine genetische Information, sondern ist am Aufbau des Ribosoms beteiligt und ist bei der Knüpfung der Peptidbindung auch katalytisch aktiv.
- Die saRNA, selbstampflifizierende RNA, wird bei RNA-Impfstoffen verwendet, um die Wirkdauer zu verlängern.
- Die siRNA, small interfering RNA, entsteht bei einem Signalweg der Zelle, der als RNAi (RNA Interference) zusammengefasst wird. Dabei wird dsRNA (doppelsträngige RNA; englisch double-stranded RNA) durch das Enzym Dicer in viele kleinere Fragmente von ca. 22 Nukleotiden Länge zerteilt (die siRNAs) und in den Enzymkomplex RISC (RNA-induced silencing complex) eingebaut. Mithilfe der inkorporierten RNA-Fragmente bindet RISC komplementär an DNA, z. B. Genbereiche, oder mRNA und kann diese damit „abschalten“. siRNA's werden aktuell (2006) intensiv auf ihre Beteiligung an verschiedenen Zellvorgängen und Krankheiten erforscht.
- Die shRNA wird zur RNAi verwendet.
- Die snoRNA, small nucleolar-RNA, finden sich im Nukleolus, und die eng verwandten scaRNAs in den Cajal Bodies.
- Die snRNA, small nuclear-RNA, im Zellkern von Eukaryoten, ist verantwortlich für das Spleißen der hnRNA am Spleißosom.
- Die lncRNA, long non-coding RNA, sind länger als 200 Nukleotide und unterscheiden sich dadurch von kleinen regulatorischen RNAs, wie den miRNAs und den siRNAs.[4]
- Die piRNA, Piwi-interacting RNA, sind 26–31 Nukleotide lang und unterscheiden sich dadurch von den etwas kleineren miRNAs und siRNAs. Sie bilden Komplexe mit PIWI-Proteinen die am epigenetischen und posttranskriptionellen Silencing in Keimzellen beteiligt sind.[5]
- Die tRNA, Transfer-RNA, codiert keine genetische Information, sondern dient als Hilfsmolekül bei der Proteinbiosynthese, indem sie eine einzelne Aminosäure aus dem Cytoplasma aufnimmt und zum Ribosom transportiert. Die tRNA wird durch ein bestimmtes RNA-Gen codiert.
- Die tracrRNA, die beim CRISPR/Cas9 System eine wichtige Rolle spielt.

In der Mehrzahl der Lebewesen spielt die RNA als Informationsträger eine der DNA untergeordnete Rolle:
Die DNA ist hier das permanente Speichermedium für die genetische Information, die RNA dient als Zwischenspeicher.
Nur RNA-Viren (die Mehrzahl aller Viren) nutzen RNA anstelle der DNA als permanentes Speichermedium. Zur Taxonomie von Viren unterscheidet man folgende RNA-Typen:
- dsRNA: Doppelstrang-RNA;
- ss(+)RNA: Einzelstrang-RNA, die als mRNA verwendet wird;
- ss(−)RNA: Einzelstrang-RNA, die als Matrize zur mRNA-Produktion dient.

Darüber hinaus nutzen einige Viren RNA als Replikationsintermediat (z. B. Hepadnaviren).

## Abbau von RNA
Da ständig neue RNA gebildet wird und da zu unterschiedlichen Zeitpunkten verschiedene Transkripte benötigt werden (differentielle Genexpression), darf die RNA in der Zelle nicht zu stabil sein, sondern muss auch einem Abbau unterliegen. Dies geschieht mit Hilfe von RNasen, Enzymen, die die Verbindungen des Zucker-Gerüstes der RNA trennen und somit die Monomere (bzw. Oligomere) bilden, welche wieder zur Bildung neuer RNA verwendet werden können. Wann eine RNA abgebaut werden soll, wird dabei vor allem (aber nicht ausschließlich) durch die Länge des Poly-A-Schwanzes bestimmt, der mit zunehmender Verweildauer der RNA im Cytoplasma sukzessive verkürzt wird. Sinkt die Länge dieses Schwanzes unter einen kritischen Wert, wird die RNA schnell degradiert. Zusätzlich können die RNAs stabilisierende oder destabilisierende Elemente enthalten, die eine weitere Regulation ermöglichen.
Zumindest bei der mRNA von Eukaryoten findet der RNA-Abbau nicht irgendwo im Cytoplasma statt, sondern in den so genannten „P-Bodies“ (processing bodies), die sehr reich an RNasen und anderen, am RNA-turnover (-Abbau)-beteiligten Enzymen sind. Zusammen mit Stress Granules dienen diese Körper weiterhin der kurzzeitigen Lagerung von mRNA und demonstrieren so wiederum die enge Verknüpfung des RNA-Metabolismus (hier Translation und RNA-Abbau).

## Die RNA-Welt-Hypothese
Die RNA-Welt-Hypothese besagt, dass RNA-Moleküle bei der chemischen Evolution vermutlich Vorläufer der Organismen waren. Die Hypothese lässt sich ableiten aus der Fähigkeit der RNA zur Speicherung, Übertragung und Vervielfältigung genetischer Informationen sowie aus ihrer Fähigkeit, als Ribozyme Reaktionen zu katalysieren. In einer Evolutionsumgebung würden diejenigen RNA-Moleküle gehäuft vorkommen, die sich selbst bevorzugt vermehren.

## Nobelpreise
Für die Forschung an RNA sind bereits mehrere Nobelpreise verliehen worden:
- 1959 erhielten S. Ochoa und A. Kornberg den Nobelpreis für Medizin für ihre Studien zur Synthese der RNA durch RNA-Polymerasen.
- Für die Entdeckung der katalytischen Aktivität von RNA-Molekülen (vgl. Ribozym) wurden S. Altman und T. Cech 1989 mit dem Nobelpreis für Chemie geehrt.
- 1993 erhielten R. Roberts und P. Sharp den Nobelpreis für Medizin für ihre Studien zur Prozessierung der RNA in Eukaryoten (siehe auch Spleißen (Biologie)).
- Im Jahr 2006 erhielten Andrew Fire und Craig Mello den Nobelpreis für Medizin für die Entdeckung der RNA-Interferenz; im selben Jahr wurde Roger Kornberg (Sohn des Nobelpreisträgers A. Kornberg) für seine Studien zur RNA-Polymerase mit dem Nobelpreis für Chemie geehrt.
- 2009 wurde Ada Yonath zusammen mit Venkatraman Ramakrishnan und Thomas A. Steitz der Nobelpreis für Chemie „für die Studien zur Struktur und Funktion des Ribosoms“ zugesprochen.

## RNA-Reinigung und Nachweis
RNA kann durch eine RNA-Reinigung, z. B. per RNA-Extraktion, von anderen Biomolekülen getrennt werden. Bestimmung der Menge und Reinheit der isolierten RNA erfolgt durch photometrische Messung bei einer Wellenlänge von 260 und 280 nm. Weitere Hinweise auf die Qualität der RNA erhält man durch Agarose-Gelelektrophorese gefolgt mit einer Anfärbung durch Farbstoffe wie SYBR Green II, Methylenblau, Stains-All oder durch eine Silberfärbung. Der qualitative Nachweis von RNA (ob eine bestimmte RNA vorliegt) erfolgt meistens durch eine RT-PCR, teilweise mit einer anschließenden DNA-Sequenzierung, oder durch einen Northern Blot. Der quantitative Nachweis (wie viel von einer bestimmten RNA vorliegt) erfolgt meistens durch eine qRT-PCR, bei gereinigten Proben mit nur einer RNA-Sequenz kann die Konzentration auch durch Photometrie bestimmt werden. Durch Molecular Combing kann die RNA gestreckt und ausgerichtet werden. Mittels In situ-Hybridisierung lassen sich spezifische RNAs in Zellen und Geweben ohne vorhergehende Isolierung nachweisen.

## Verwendung
RNA wird für unterschiedliche Zwecke verwendet. Bei Ribozymen besitzt die RNA eine enzymatische Aktivität, während Aptamere eine längerfristige Bindung an eine Zielstruktur eingeht. Kurze doppelsträngige RNA in Form von siRNA und shRNA wird zur temporären Unterdrückung der Genexpression per RNA-Interferenz verwendet. RNA-Impfstoffe gehören zu den genetischen Impfstoffen, bei denen das Antigen innerhalb der Zellen des Geimpften hergestellt wird. Einige CRISPR-Cas-Systeme können, für temporärere Edits als bei DNA, zur Veränderung von RNA – etwa zur Behandlung von Krankheiten – verwendet werden. Eine freie Plattform für das Design von RNA-Zielsequenzen wurde 2020 veröffentlicht.  Das erste RNA-basierte Arzneimittel war Patisiran, das 2018 von der EMA in Europa und von der FDA in den USA zugelassen wurde.